# Radvaň nad Dunajom
Radvaň nad Dunajom es un municipio del distrito de Komárno en la región de Nitra, Eslovaquia, con una población estimada a final del año 2024 de 710 habitantes.
Se encuentra ubicado al suroeste de la región, cerca de los ríos Danubio y Váh, y de la frontera con Hungría.

## Demografía
| Año        | 1994 | 2004    | 2014    | 2024    |
| ---------- | ---- | ------- | ------- | ------- |
| Población  | 749  | 747     | 709     | 710     |
| Diferencia |      | −0,26 % | −5,08 % | +0,14 % |

| Año        | 2023 | 2024    |
| ---------- | ---- | ------- |
| Población  | 708  | 710     |
| Diferencia |      | +0,28 % |